# بحيرة مايس
بحيرة مايس هي عبارة عن 3000 فدان 12 كيلو متر مربع، ضحلة والبحيرات الدافئة تقع في الجزء الغربي من التل وادي، في شرق مقاطعة سيسكيو. البحيرة هي ما تبقى من بحيرة كبيرة التي احتلت الوادي بأكمله عندما كانت درجات الحرارة منخفضة ويتم تغذيتها موسميا من قبل العديد من الروافد في وادي بوتي . على الرغم من أن بحيرة مايس تقع في وادي بوتي المغلق ، لكن في أوقات الرطوبة فإنه مما لا شك فيه تدفقت من خلال فجوة منخفضة إلى روك كريك ومن ثم إلى نهر كلاماث شرق بحيرة كوبكو . تم تركيب محطة ضخ أثناء فيضانات عام 1964 لاخلاء مياه الفيضانات في روك كريك لحماية الأراضي الزراعية المجاورة والأراضي الرطبة . بحيرة مايس بالكامل داخل حدود المنطقة البرية في وادي بوتي و تدار من قبل كاليفورنيا قسم الأسماك جنبا إلى جنب مع مزرعة مايس التاريخية التي هي أيضا جزء من منطقة الحياة البرية.

## وصلات خارجية
- Butte Valley Wildlife Area